# Atraphaxis spinosa
Atraphaxis spinosa är en slideväxtart som beskrevs av Carl von Linné. Atraphaxis spinosa ingår i släktet Atraphaxis och familjen slideväxter.

## Underarter
Arten delas in i följande underarter:
- A. s. angustifolia
- A. s. sinaica